# Crassula setulosa
Crassula setulosa (лат.) — вид суккулентных растений рода Толстянка (Crassula) семейства Толстянковые (Crassulaceae).

## Название
Родовое латинское название Crassula происходит от латинского слова crassus, — «толстый», в основном из-за присутствия у растений этого рода сочных листьев.
Эпитет setulosa указывает на листья, покрытые мелкими щетинками.

## Ботаническое описание
Карликовый подушкообразный суккулент, устойчивый к засухе. Crassula setulosa в природе растет плотным ковриком, образуя выпуклую подушку до 40 см в ширину и 5-10 см в высоту (до 25 см в цветении).

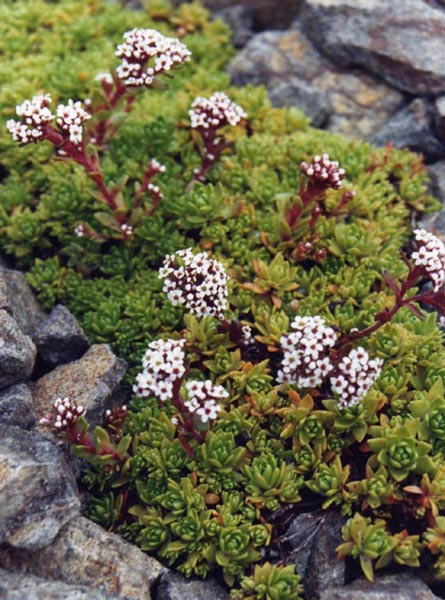
Crassula setulosa var. curta

Вид очень изменчив по внешнему виду в зависимости от региона, особенно в отношении листьев, которые различаются по размеру, форме и опушению, но обычно имеют длину 6-20 мм и ширину 2-10 мм, чаще всего с выпуклой верхней поверхностью и заостренным концом. На верхней поверхности листа обычно присутствуют тонкие волоски, но встречаются и безволосые формы. Листья варьируются по цвету от ярко-зеленого до серо-зеленого у очень волосистых форм. Растение сильно разветвлено, образуя плотный покров листвы.

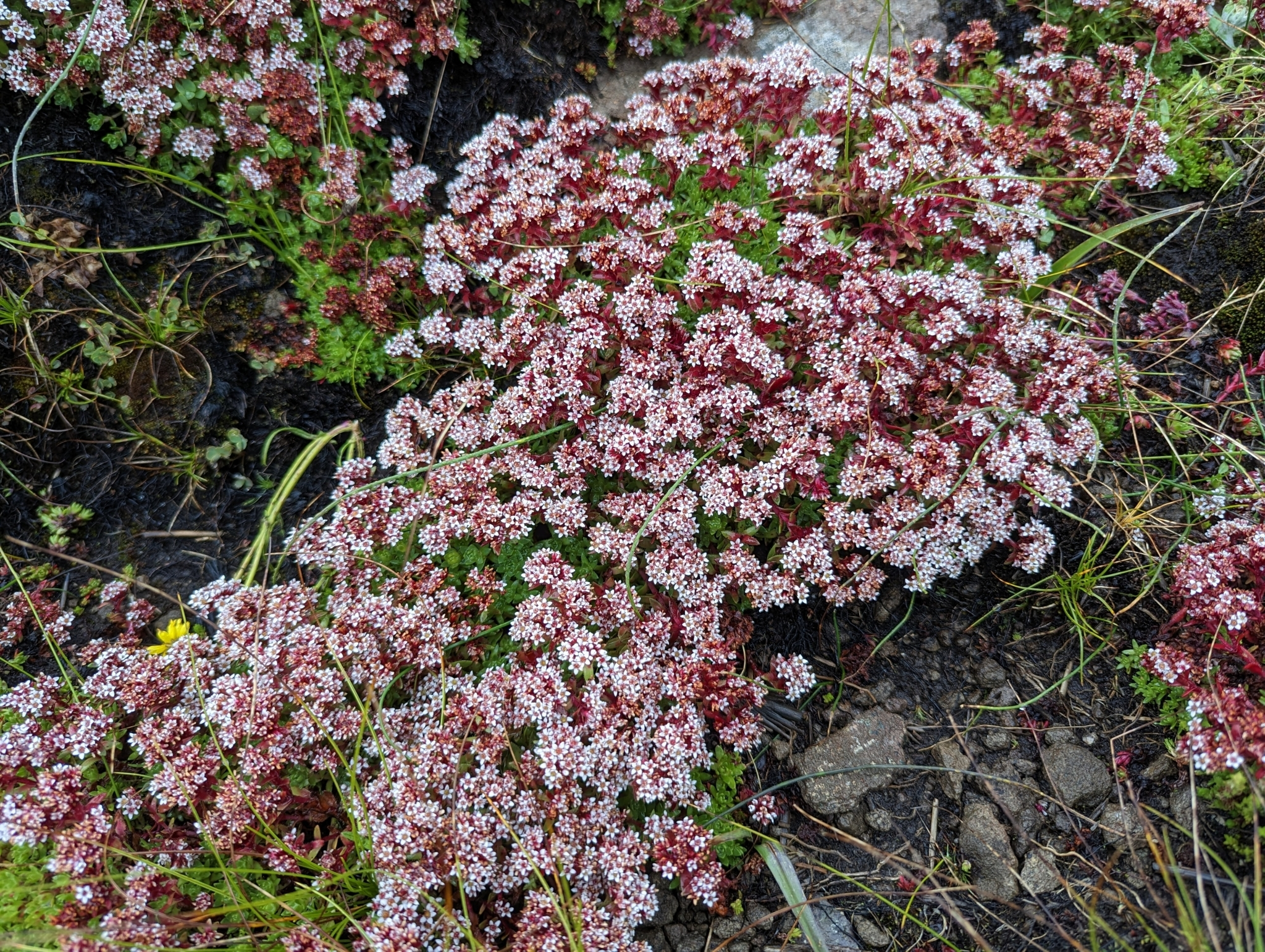
Цветение

В зависимости от формы цветы появляются с середины лета до осени. Они маленькие, чашеобразные, с кончиками лепестков, простирающимися от середины трубки венчика, обычно диаметром 3 мм, белого цвета, часто с красным оттенком. Они собираются в группы, образуя плотное соцветие высотой до 15 см. Цветки превращаются в маленькие коробочки, из которых выделяются мелкие пылевидные семена.

## Распространение и экология
Ареал обитания включает следующие территории: Капская провинция, Фри-Сейт, Квазулу-Натал, Лесото, Малави, Мозамбик, Эсватини, Зимбабве.
Растения обычно встречаются в расщелинах скал или неглубоких почвенных карманах, в защищенных влажных и затененных местах на крутых или вертикальных склонах, и очень редко на ненарушенных плоских гравийных участках. Произрастание на скалах является эффективным механизмом защиты от травоядных. Геология мест обитания разнообразна и включает песчаник, гранит, сланец и базальт.

## Таксономия
Crassula setulosa Harv., первое упоминание в W.H.Harvey & auct. suc. (eds.), Fl. Cap. 2: 347 (1862).

### Внутривидовые таксоны
Подтвержденные внутривидовые таксоны в соответствии с данными сайта Plants of the World Online на 2024 год:
- Crassula setulosa var. curta (N.E.Br.) Schönland
- Crassula setulosa var. deminuta (Diels) Toelken
- Crassula setulosa var. jenkensii Schönland
- Crassula setulosa f. latipetala R.Fern.
- Crassula setulosa var. longiciliata Toelken
- Crassula setulosa nothovar. schlechteri (Schönland) Govaerts
- Crassula setulosa var. setulosa

## Выращивание
Этот вид выращивают в первую очередь из-за его плотных, ковровидных подушек ярко-зеленой или серой листвы. Растения могут жить много лет и аккуратно заполнять все доступное пространство. В более теплом климате этот вид, как правило, не цветет, что помогает поддерживать аккуратный вид. Однако, если условия будут подходящими, они зацветут, смогут дать самосев и пополнить запасы естественным образом. Как и многие близкородственные виды Sedum в Европе, этот вид особенно подходит для создания искусственных живых стен. Растения не требуют много воды и устойчивы к засухе. Они растут на ярком солнце и в полной тени, что делает их универсальными и редко оставляющими проплешины.
Размножение черенками, в том числе листовыми, легко осуществляется в любое время года. Черенки могут быть крошечными, с коротким участком стебля, несколькими узлами и листьями. Укоренение происходит в течение 2 недель.
Иногда растения страдают от грибковых инфекций, проявляющихся в виде коричневых пятен на листьях. Это можно лечить фунгицидом и хорошей вентиляцией.